# صدد (قرية بحرينية)
صدد قرية ساحلية تقع على الساحل الغربي من مملكة البحرين. تقع صدد إلى الجنوب من المالكية وإلى الغرب من مدينة حمد في المحافظة الشمالية.
خلال احتجاجات 2011 كانت القرية نقطة ساخنة للاشتباكات بين الشرطة والمحتجين المناهضين للحكومة.